# Залізницька (річка)
Залізницька — річка (на мапах позначена як канава Залізницька) в Любешівському та Зарічненському районах Волинської та Рівненської областей, ліва притока Веселухи (басейн Дніпра). 

## Опис
Довжина річки приблизно 15 км. Висота витоку річки над рівнем моря — 154 м, висота гирла — 143 м, падіння річки — 11 м, похил річки — 0,74 м/км. Формується з багатьох безіменних струмків.

## Розташування
Бере початок на північно-східній стороні від села Залізниця. Тече переважно на північний схід і на північно-західній стороні від села Новосілля впадає в річку Веселуху, праву притоку Прип'яті. 
Населені пункти вздовж берегової смуги: Радове, Кухче.